# Korczak (góra)
Korczak (niem. Kornetkoppe, 758 m n.p.m.) – wzniesienie w Sudetach Środkowych, w północno-środkowej części Gór Sowich.
Wzniesienie położone jest na wschód od Przełęczy Jugowskiej, w grzbiecie odchodzącym na północny wschód od Słonecznej. Jest to kopulaste wzniesienie wyrastające z poziomu około 746 m n.p.m. z północnego zbocza Słonecznej Wzniesieni, o stromych zboczach: wschodnim, zachodnim i północnym, z wyraźnie zaznaczonym wierzchołkiem.
Góra zbudowana jest z prekambryjskich paragnejsów i migmatytów, w których na wierzchołku i zboczu występują soczewy amfibolitów. Na zboczach poniżej szczytu występują grupy ciekawych skałek. Na północno-wschodnim zboczu, w pobliżu Przełęczy Trzy Buki położona jest strefa źródliskowa wschodniego potoku Brzęczek. Wzniesienie w całości porośnięte lasem regla dolnego z niewielką domieszką buka. Wzniesienie położone jest na obszarze Parku Krajobrazowym Gór Sowich. 

## Turystyka
W pobliżu szczytu, południowo-wschodnim zboczem prowadzi szlak turystyczny:
- żółty – prowadzący z Bielawy przez Kalenicę do Nowej Rudy[1].